# Rhabdoblatta atra
Rhabdoblatta atra es una especie de cucaracha del género Rhabdoblatta, familia Blaberidae, orden Blattodea. Fue descrita científicamente por Bey-Bienko en 1970.

## Descripción
Mide 29,0–33,0 milímetros de longitud. La hembra es similar al macho pero un poco más grande, es de color marrón oscuro.

## Distribución
Se distribuye por China (Guangxi y Yunnan).